# 니코 (성우)
니코(일본어: ニーコ)는 일본의 성우이다. 대표 작품으로는 《가정교사 히트맨 REBORN!》의 리본이 있다. 본명은 니시하기 이스즈이다.